# Трудолюбівка (Софіївська селищна громада)
Трудолю́бівка — село в Україні, в Софіївській селищній громаді Криворізького району Дніпропетровської області.
Населення — 118 мешканців.

## Географія
Село Трудолюбівка знаходиться на відстані 0,5 км від села Степове і за 1,5 км від села Новоюлівка. По селу протікає пересихаючий струмок з загатою. Поруч проходить автомобільна дорога Н11.

## Населення

### Мова
Розподіл населення за рідною мовою за даними перепису 2001 року:
| Мова       | Кількість | Відсоток |
| ---------- | --------- | -------- |
| українська | 114       | 96.61%   |
| російська  | 4         | 3.39%    |
| Усього     | 118       | 100%     |

## Інтернет-посилання
- Погода в селі Трудолюбівка

1. ↑  Рідні мови в об'єднаних територіальних громадах України — Український центр суспільних даних